# 哈勒尔
哈勒尔是埃塞俄比亚东部城市，也是哈勒尔州现代经济、资本和行政首府。这个城市位于一个山头，海拔1885米，在埃塞俄比亚高原的东延伸段，距首都亚的斯亚贝巴500公里。2006年列为联合国教科文组织世界遗产，登录名称为历史要塞城市哈勒尔。
根据来自中央统计署的数字，2005年，哈勒尔估计有总人口122,000人，其中60000人为男性，女性62,000人。这个估计是根据1994年人口普查，当时这座城市已有76378人。
几个世纪以来，哈勒尔一直是主要的商业中心，贸易路线延伸至埃塞俄比亚全境，非洲之角、阿拉伯半岛，并通过其港口连接外面的世界。

## 历史
根据不同的说法，哈勒尔是在7世纪到11世纪建立的，并逐步成为非洲之角地区伊斯兰文化和宗教的中心。
这座城市很长时间是阿达尔阿曼苏丹国的一部分，1520年，在阿布巴克尔伊本穆罕默德的统治下，哈勒尔古城成为了首都。16世纪，阿布巴克尔伊本穆罕默德发动战争扩大领土，甚至影响到当时的基督教国家埃塞俄比亚帝国的生存。他的继任者努尔伊穆贾希德，建起了4米高的城墙。这座被称为Jugol的城墙，至今完好，拱卫着古城。
16世纪是哈勒尔的黄金时代。当地的文化蓬勃发展，许多诗人留下诗歌。它也成为著名的咖啡、织布、草编和装订集散地。统治者还发行自己的货币，至今发现了最早可能被视为公元1218至1219年发行的。
哈勒尔一直保持着它的独立，直到1875年被埃塞俄比亚占领。当时，阿蒂尔·兰波著名的超现实诗人居住在这座城市，他的故居现在是一座博物馆。
后来，哈勒尔被并入了现在的埃塞俄比亚的版图。而铁路的绕过，也是这座城市失去了往日的繁荣。

## 文化
2006年，联合国教科文组织将哈勒尔古城列入世界遗产名录。根据教科文组织的说法，哈勒尔古城是伊斯兰教的第四座圣城，拥有82座清真寺，其中3座可以追溯到10世纪，以及102个圣地。
哈勒尔本地独特自然加工的咖啡也很有名。

## 世界遗产登录基准
该世界遗产被认为满足世界遺產登錄基準中的以下基準而予以登錄：
- （ii）在某期间或某种文化圈里对建筑、技术、纪念性艺术、城镇规划、景观设计之发展有巨大影响，促进人类价值的交流。
- （iii）呈现有关现存或者已经消失的文化传统、文明的独特或稀有之证据。
- （iv）关于呈现人类历史重要阶段的建筑类型，或者建筑及技术的组合，或者景观上的卓越典范。
- （v）代表某一个或数个文化的人类传统聚落或土地使用，提供出色的典范－特别是因为难以抗拒的历史潮流而处于消灭危机的场合。

## 拓展阅读
- Fritz Stuber, "Harar in Äthiopien - Hoffnungslosigkeit und Chancen der Stadterhaltung" (Harar in Ethiopia - The Hopelessness and Challenge of Urban Preservation), in: Die alte Stadt. Vierteljahreszeitschrift für Stadtgeschichte, Stadtsoziologie, Denkmalpflege und Stadtentwicklung (W. Kohlhammer Stuttgart Berlin Köln), Vol. 28, No. 4, 2001, ISSN 0170–9364, pp. 324–343, 14 ill.